# 84-я стрелковая дивизия
84-я стрелковая Харьковская Краснознамённая дивизия имени Тульского пролетариата — стрелковое (моторизованное) соединение (стрелковая дивизия) РККА Вооружённых сил СССР до, во время и после Великой Отечественной войны.
84 сд (84 мрд) в действующей армии:
- с 22.06.1941 по 10.08.1942;
- с 22.08.1942 по 05.02.1943;
- с 09.07.1943 по 04.09.1944;
- с 03.11.1944 по 09.05.1945.

## История
Стрелковая дивизия № 84 сформирована во время военной реформы в Союзе ССР, по территориальному принципу, в сентябре 1923 году в городе Тула, главным образом из тульских рабочих, и получившая затем именное наименование — «Тульского пролетариата».
Осенью 1936 года формирование участвует на больших тактических учениях Белорусского военного округа, перебрасывается парашютным десантом в тыл «противника». Свыше 400 километров бойцы в полном боевом снаряжении пролетели на самолётах. В назначенном районе десантировались на парашютах в тылу у «противника» и немедленно приступили к выполнению боевой задачи. На учениях в Московском военном округе была успешно переброшена посадочным десантом на самолётах из-под Тулы в район города Горький.
В 1937 году дивизия размещалась в районе Тулы. Зимой 1937 года соединение принимало участие в учениях в районе Малоярославец — Медынь.
В Тульской области с августа по начало сентября 1939 года на базе стрелкового полка 84-й стрелковой дивизии формировалась 163-я стрелковая дивизия.
В 1939 году дивизия принимала участие в освобождении западных областей Белоруссии.
С 1.10.1939 г. дивизия перешла Советско-польскую границу и после боёв сосредоточилась в р-не г. Опса. Закончив операцию к 24.10.39г. возвратилась в г. Тула.
Принимала участие в Советско-финской войне 1939—1940 гг. в составе 7-й армии.
Во время финской компании, дивизия, следуя на Карельский перешеек, в январе 1940 г. поступила в подчинение Ленинградского военного округа и начала усиленно готовиться к прорыву укреплённой обороны, а 14 февраля 1940 года вступила в бой и действовала в третьем секторе — Лейпясуо-Сумма, наступала на ст. Кямяря на правом фланге 122 ордена Ленина дивизии. После захвата ст. Перо обходила город Выборг с востока.
Перейдя в наступление, части дивизии во взаимодействии с 13 танковой бригадой с 17 февраля заняли станцию Камеря (41 и 344 сп), завершив тем самым прорыв Хотинского УР линии Манергейма.
20.2.1940 г. 84 сд была окружена превосходящими силами противника и после 3-х дневных ожесточённых боёв, нанеся противнику большой урон в живой силе и технике, прорвала кольцо окружения и вышла из него. В дальнейшем дивизия, овладев ст. Перой, Плен-Перо, совместно с другими частями продвигалась к городу Выборг.
За время войны с белофиннами личный состав показал мастерство и отвагу, за что были награждены орденом «Красного Знамени» 270 чел., а красноармейцу 74 ап — коммунисту тов. Крайнову присвоено звание Героя Советского Союза.
В июле 1940 года переформирована в 84-ю моторизованную дивизию 3-го механизированного корпуса. 344-й стрелковый полк 84-й стрелковой дивизии переформирован в 5-й мотострелковый полк 5-й танковой дивизии.
Перед войной дислоцировалась восточнее Каунаса в Кайшадирах (Кайшядорис), имея в составе 149 танков, из них 145 БТ-7, 4 Т-26 также 42 БА-10, 6 БА-20. Ещё 18.06.1941 была поднята по тревоге и к 21.06.1941 находилась в лесах района Кяйшадорис (на берегу притока реки Вилия). Вечером выступила походом из района лесов у Кайшадориса в сторону Каунаса, к исходу дня дивизия развернулась по реке Нявежис от Лабуново до впадения реки в Неман, прикрыв Каунас с северо-востока. 23.06.1941 попала под сильный авианалёт. Вечером этого же дня обнаружился отход соседей, дивизия снялась с рубежа и начала движение в сторону Ионавы, на марше подверглась обстрелу артиллерией, понесла потери. На 24.06.1941 находилась в местечке Пагиряй, лес восточнее Круонис, Липняшкис, приводя себя в порядок. 25.06.1941 наносит удар по прорвавшимся к Ионаве частям 56-го моторизованного корпуса и вновь несёт тяжёлые потери. Стрелковые цепи, едва поднявшись, попали под губительный артиллерийский огонь противника, командование трижды пыталось поднять людей в атаку, отдельные подразделения полка обратились в бегство.

Состояние дивизии в первые дни войны, а также, кстати сказать, состояние и информированность штаба армии, характеризует телеграмма в Ставку ГК от 02.07.1941 года:
84-я моторизованная дивизия… подверглась сильной бомбардировке авиацией противника и впоследствии окружена и дралась в окружении до 25.6. Сведений о ней нет, встречаются в различных пунктах отдельные красноармейцы…

Из воспоминаний Л. К. Шкаренкова, ветерана дивизии:
На этом пути всё перемешалось… Потерял всё своё имущество: шинель сгорела, ранец, каску и противогаз сбросил. Единственное, с чем я не разлучался — это со своей СВТ (самозарядной винтовкой Токарева)
На 26.06.1941 находилась под Ионавой с приказом удерживать позиции. Попала в окружение, испытывая недостаток в боеприпасах.

Из воспоминаний П. С. Брызгалова, ветерана дивизии:
…было приказано сдать на склад все боеприпасы, оставив только по 10 патронов на винтовку, по 12 снарядов на пушку. Я был на стрельбах с ротой, патроны к пулемётам ДШК не успел сдать и за это от командира полка получил за два дня до войны строгий выговор. Началась война. Наша 84-я стрелковая дивизия, как и другие дивизии, находившиеся в Прибалтике, оказалась в окружении без боеприпасов. Это было ужасно! Пушки, винтовки, пулемёты с нами, а стрелять нечем. Только у меня было 2500 патронов, за которые получил тот самый выговор. Связь дивизии с соседями, со штабом округа была потеряна. Реку Вилию форсировали, кто как мог, бросая оружие (боеприпасов не было), машины (горючего не было)
В июле — августе 1941 разрозненные части дивизии выходят из окружения, в частности, в район Торопца, всего вышло не более 500 человек.
16.07.1941 переформирована в стрелковую дивизию.
В сентябре 1941 доукомплектованная под Новгородом, однако без тяжёлого вооружения, после 90-километрового марша, дивизия заняла позиции у Старой Руссы, и сразу вступила в бой со вражескими частями, продвигавшимися к Валдаю.
В начале октября 1941 года совместно с 8-й танковой бригадой наносит контрудар в районе Старой Руссы, юго-восточнее озера Ильмень, в районе станции Лычково. Вела бои к северу от Демянска до августа 1942 года, участвовала в окружении Демянской группировки врага.
17.08.1942 погружена на станции Крестцы и через Рязань, Мичуринск и Грязи отправлена под Сталинград. Первые эшелоны дивизии начали разгрузку 22.08.1942 недалеко от станции Иловля, и уже с 23.08.1942 в составе оперативной группы генерала Коваленко атакует наступающие части 14-го армейского корпуса. В течение осени 1942 года ведёт непрерывные атаки в районе станицы Сиротинской и посёлка Ерзовка (северо-западнее Сталинграда). С ноября 1942 участвует в общем наступлении советских войск, на 22.12.1942 находится у излучины Дона между хуторами Паньшино и Вертячий. В течение января — февраля 1943 года ведёт бои по ликвидации окружённой вражеской группировки, в районе посёлка Городище.
16.07.1943 года заняла позиции северо-восточнее Белгорода, откуда начала наступление в ходе Белгородско-Харьковской операции.
В течение трёх дней 16—19.08.1943 ведёт тяжёлые бои за овладение населённым пунктом Дергачи, на подступах к Харькову, ведёт наступление в лесном массиве северо-западнее Харькова (Дергачёвском и Куряжском лесах), к 22.08.1943, захватив массив, вышла на удобные подступы к городу и 23.08.1943 приняла участие в очистке города от оккупантов.
13-22 августа 1943 года разведгруппа дивизии старшего лейтенанта Вениамина Завертяева, совершив дерзкий бросок по тылам противника в Дергачёвском районе и потеряв 12 бойцов, уничтожила около двух десятков огневых точек, более десятка автомашин, одну штабную машину с радиостанцией, три мотоцикла, 12 подвод и около четырёхсот немецких солдат и офицеров.
Вечером 23 августа Верховный главнокомандующий Иосиф Виссарионович Сталин отметил в приказе по случаю освобождения Харькова десять дивизий, получивших почётное наименование «Харьковские». Все дивизии были стрелковыми, две из них - 84-я и 28-я сд — вели бои по окружению Харьковской группировки (за Коротич).
29.08.1943 приняла участие в освобождении Люботина.
19—23.09.1943 года ведёт тяжёлые бои по освобождению Полтавы и именно воинами этой дивизии было водружено Красное Знамя в центре города. Продолжив наступление, к 05.10.1943 вышла к Днепру, форсировала его и захватила плацдарм юго-восточнее Кременчуга.
В конце декабря 1943 года ведёт бои на подступах к Кировограду, в районе Новгородки и юго-западнее её. 08.01.1944 участвует в освобождении Кировограда. Затем приняла участие в Корсунь-Шевченсковской и Уманско-Ботошанской операциях, форсировала Днестр и вышла с севера на подступы к Кишинёву. С августа 1944 года принимает участие в Ясско-Кишинёвской операции, ведёт бои непосредственно за Кишинёв.
В сентябре 1944 года отведена в резерв.
В ноябре 1944 года переброшена в Венгрию, принимает участие во взятии Секешфехервара 23.12.1944. Между 03 и 06.01.1945 заняла позиции на северной окраине Секешфехервара. С 07.01.1945 отражает удар вражеских войск, отбив 12 атак, но всё-таки была вынуждена несколько отойти, оставив населённый пункт Мох. К 18.01.1945 занимала позиции от Шаркерестура по направлению к Балатону, отбила при поддержке авиации начавшееся наступление вражеских войск.
К 07.03.1945 дивизия была переброшена на автомашинах в район Вилань, Н. Харыпань, Киш-Тополца, где ведёт с 08.03.1945 бои по ликвидации вражеского плацдарма на реке Драва. В течение 14—15.03.1945 ведёт бои к востоку от населённого пункта Драва-Саболч, с 21.03.1945 ликвидирует ещё один плацдарм на реке севернее Валново.
Перед Венской стратегической операцией была усилена 140-м миномётным, 1249-м истребительно-противотанковым артиллерийским, 285-м артиллерийским полками и 55-м инженерным штурмовым батальоном.
С 29.03.1945 года наступает в направлении Надьканижи, обошла город с севера, овладела важным и хорошо подготовленным в инженерном отношении опорным пунктом Надьречье. В апреле 1945 наступает в Югославии.
Закончила войну в районе Граца. Передовые части дивизии в 20:00 09.05.1945 в районе города Войменсберг встретились с разведывательным дозором британской 6-й бронетанковой дивизии.
Расформирована в связи с демобилизацией СССР с мая по август 1945 года.

## В составе
| Дата            | Фронт (округ)                                                | Армия                 | Корпус (группа)                    | Примечания |
| --------------- | ------------------------------------------------------------ | --------------------- | ---------------------------------- | --- |
| 22.06.1941 года | Северо-Западный фронт                                        | 11-я армия            | 10-й стрелковый корпус             | |
| 01.07.1941 года | Северо-Западный фронт                                        | 11-я армия            | 3-й механизированный корпус        | |
| 10.08.1941 года | Северо-Западный фронт                                        | 8-я армия             | 3-й механизированный корпус        | |
| 01.08.1941 года | Северо-Западный фронт                                        | 27-я армия            | —                                  | — |
| 01.09.1941 года | Северо-Западный фронт                                        | —                     | —                                  | — |
| 01.10.1941 года | Северо-Западный фронт                                        | 11-я армия            | —                                  | — |
| 01.11.1941 года | Северо-Западный фронт                                        | 11-я армия            | —                                  | — |
| 01.12.1941 года | Северо-Западный фронт                                        | 11-я армия            | —                                  | — |
| 01.01.1942 года | Северо-Западный фронт                                        | 11-я армия            | —                                  | — |
| 01.02.1942 года | Северо-Западный фронт                                        | 11-я армия            | —                                  | — |
| 01.03.1942 года | Северо-Западный фронт                                        | 11-я армия            | —                                  | — |
| 01.04.1942 года | Северо-Западный фронт                                        | 11-я армия            | —                                  | — |
| 01.05.1942 года | Северо-Западный фронт                                        | 11-я армия            | —                                  | — |
| 01.06.1942 года | Северо-Западный фронт                                        | 27-я армия            | —                                  | — |
| 01.07.1942 года | Северо-Западный фронт                                        | 27-я армия            | —                                  | — |
| 01.08.1942 года | Северо-Западный фронт                                        | 27-я армия            | —                                  | — |
| 01.09.1942 года | Сталинградский фронт                                         | 1-я гвардейская армия | —                                  | — |
| 01.10.1942 года | Донской фронт                                                | 66-я армия            | —                                  | — |
| 01.11.1942 года | Донской фронт                                                | 66-я армия            | —                                  | — |
| 01.12.1942 года | Донской фронт                                                | 24-я армия            | —                                  | — |
| 01.01.1943 года | Донской фронт                                                | 24-я армия            | —                                  | — |
| 01.02.1943 года | Донской фронт                                                | 66-я армия            | —                                  | с 06.02.1943 — в резерве Ставки ВГК, в группе войск под командованием генерал-лейтенанта К. П. Трубникова (до 27.02.1943) |
| 01.03.1943 года | Резерв Ставки ВГК Сталинградская группа войск (с 27.02.1943) | —                     | —                                  | с 13 по 24.03.1943 — в составе Резервного фронта                                                                          |
| 01.04.1943 года | Резерв Верховного Главнокомандования                         | 24-я армия            |                                    | |
| 01.05.1943 года | Резерв Ставки ВГК Степной военный округ                      | 24-я армия            | 21-й гвардейский стрелковый корпус | — |
| 01.06.1943 года | Резерв Ставки ВГК Степной военный округ                      | 53-я армия            |                                    | |
| 01.07.1943 года | Резерв Ставки ВГК Степной военный округ                      | 53-я армия            |                                    | |
| 01.08.1943 года | Степной фронт                                                | 53-я армия            |                                    | |
| 01.09.1943 года | Степной фронт                                                | 53-я армия            |                                    | |
| 01.10.1943 года | Степной фронт                                                | 53-я армия            | 74-й стрелковый корпус             | |
| 01.11.1943 года | 2-й Украинский фронт                                         | 5-я гвардейская армия | 33-й гвардейский стрелковый корпус | |
| 01.12.1943 года | 2-й Украинский фронт                                         | —                     | —                                  | — |
| 01.01.1944 года | 2-й Украинский фронт                                         | 5-я гвардейская армия | 35-й гвардейский стрелковый корпус | |
| 01.02.1944 года | 2-й Украинский фронт                                         | —                     | —                                  | — |
| 01.03.1944 года | 2-й Украинский фронт                                         | 53-я армия            | 75-й стрелковый корпус             | |
| 01.04.1944 года | 2-й Украинский фронт                                         | 4-я гвардейская армия | 75-й стрелковый корпус             | — |
| 01.05.1944 года | 2-й Украинский фронт                                         | 4-я гвардейская армия | 21-й гвардейский стрелковый корпус | — |
| 01.06.1944 года | 2-й Украинский фронт                                         | 4-я гвардейская армия | 21-й гвардейский стрелковый корпус | — |
| 01.07.1944 года | 2-й Украинский фронт                                         | 4-я гвардейская армия | 21-й гвардейский стрелковый корпус | — |
| 01.08.1944 года | 2-й Украинский фронт                                         | 4-я гвардейская армия | 21-й гвардейский стрелковый корпус | — |
| 01.09.1944 года | 2-й Украинский фронт                                         | 4-я гвардейская армия | 78-й стрелковый корпус             | — |
| 01.10.1944 года | Резерв Ставки ВГК                                            | 4-я гвардейская армия | 20-й гвардейский стрелковый корпус | c 05.09.1944 |
| 01.11.1944 года | Резерв Ставки ВГК                                            | 4-я гвардейская армия | 20-й гвардейский стрелковый корпус | — |
| 01.12.1944 года | 3-й Украинский фронт                                         | 4-я гвардейская армия | 20-й гвардейский стрелковый корпус | с 03.11.1944 |
| 01.01.1945 года | 3-й Украинский фронт                                         | 4-я гвардейская армия | 135-й стрелковый корпус            | — |
| 01.02.1945 года | 3-й Украинский фронт                                         | 4-я гвардейская армия | 21-й гвардейский стрелковый корпус | — |
| 01.03.1945 года | 3-й Украинский фронт                                         | —                     | —                                  | — |
| 01.04.1945 года | 3-й Украинский фронт                                         | 57-я армия            | 133-й стрелковый корпус            | — |
| 01.05.1945 года | 3-й Украинский фронт                                         | 57-я армия            | 133-й стрелковый корпус            | — |

## Состав
| 84-я моторизованная дивизия - управление - 41-й мотострелковый полк - 201-й мотострелковый полк - 46-й танковый полк - 74-й артиллерийский полк - 122-й отдельный истребительно-противотанковый дивизион - 349-й отдельный зенитный артиллерийский дивизион - 116-й разведывательный батальон - 122-й сапёрный батальон - 71-й отдельный батальон связи (761-я отдельная рота связи) - 102-й медико-санитарный батальон - 122-й автотранспортный батальон - 27-я ремонтно-восстановительная рота - 56-я рота регулирования - 55-й полевой автохлебозавод - 103-я полевая почтовая станция - 370-я полевая касса Госбанка | 84-я стрелковая дивизия - управление - 41-й стрелковый полк - 201-й стрелковый полк - 382-й (46-й) стрелковый полк - 74-й артиллерийский полк - 429-й гаубичный артиллерийский полк (до 17.12.1942) - 122-й отдельный истребительно-противотанковый дивизион - 461-й миномётный дивизион (с 26.10.1941 по 10.11.1942) - 490-я отдельная разведывательная рота (116-й разведывательный батальон) - 122-й отдельный сапёрный батальон - 71-й отдельный батальон связи (71-я отдельная рота связи) - 102-й отдельный медико-санитарный батальон - 90-я отдельная рота химический защиты - 80-я автотранспортная рота (122-й автотранспортный батальон) - 290-я полевая хлебопекарня (55-й полевой автохлебозавод) - 641-й (194-й) дивизионный ветеринарный лазарет - 130-я дивизионная авторемонтная мастерская - 791-я (71670-я) полевая почтовая станция - 641-я полевая касса Государственного банка - 122-й отдельный самоходно-артиллерийский дивизион (в 1945 году) |

## Командование дивизии

### Командиры дивизии
- Афонский, Валерий Леонидович (1923—1924)
- Ржевский, Александр Алексеевич (1924—1927?)
- Калинин, Степан Андрианович (15.11.1928 — 07.02.1936)[4]
- Ширмахер, Александр Генрихович (08.02.1936 — 00.08.1938)[5]
- Коньков, Василий Фомич (00.08.1938 — 12.07.1940), комбриг
- Фоменко, Пётр Иванович (13.07.1940 — 17.05.1943), генерал-майор
- Буняшин, Павел Иванович (18.05.1943 — 09.05.1945), полковник, с 01.09.1943 генерал-майор

### Начальники штаба
- Терещенко, Матвей Семенович (ноябрь 1938 — 24.09.1941), полковник

### Начальники политотдела
- Гапанович, Дмитрий Афанасьевич (1931 — 19??)
- Должиков, Гавриил Степанович (15.08.1939 — 16.07.1941)

### Начальники артиллерии
- Оппман, Вацлав Максимилианович с 1925 до января 1926 г. начарт и командовал легким артиллерийским полком

## Награды и наименования
| Награда (наименование)              | Дата                  | За что награждена |
| ----------------------------------- | --------------------- | --- |
| почётное наименование «Харьковская» | 23 августа 1943 года  | присвоено приказом Верховного Главнокомандующего от 23 августа 1943 года в ознаменование освобождения Харькова. |
| Орден Красного Знамени              | 23 сентября 1943 года | награждена указом Президиума Верховного Совета СССР от 23 сентября 1943 года за образцовое выполнение боевых заданий командования на фронте борьбы с немецкими захватчиками (за освобождение Полтавы (?)) и проявленные при этом доблесть и мужество. |
| Имени Тульского пролетариата        | ?                     | ? |

Награды частей дивизии:
- 41-й стрелковый Кишинёвский ордена Александра Невского[7] полк
- 201-й стрелковый Будапештский орденов Суворова[8], Кутузова[7] и Александра Невского[9] полк
- 382-й стрелковый ордена Кутузова[9] полк
- 74-й артиллерийский Кишинёвский полк

## Воины дивизии
| Награда | Ф. И. О.                         | Должность                                                      | Звание            | Дата награждения | Примечания          |
| ------- | -------------------------------- | -------------------------------------------------------------- | ----------------- | ---------------- | ------------------- |
|         | Завертяев, Вениамин Анисимович   | Помощник начальника штаба по разведке 201-го стрелкового полка | старший лейтенант | 01.11.1943       | align="center" \| — |
|         | Зайнулин, Рахматула              | номер орудийного расчёта 74-го артиллерийского полка           | красноармеец      |                  | —                   |
|         | Калнина, Тамара Павловна         | медсестра 102-го медико-санитарного батальона                  |                   |                  |                     |
|         | Крайнов, Иван Дмитриевич         | Шофёр 74-го артиллерийского полка                              | красноармеец      | 11.04.1940       | —                   |
|         | Кривонос, Александр Владимирович | Снайпер 201-го стрелкового полка                               | сержант           | 22.02.1944       |                     |
|         | Маширь, Иван Васильевич          | Командир взвода батареи 45-мм пушек 382-го стрелкового полка   | старший сержант   | 01.11.1943       | —                   |
|         | Некрасов, Андрей Акимович        | помощник командира пулемётного взвода 201-го стрелкового полка | красноармеец      | 29.06.1945       | —                   |

## Известные люди, связанные с дивизией
1. Болдин, Иван Васильевич, С 11.1923 по 11.1924 - командир 252-го сп ; Впоследствии советский военачальник, генерал-полковник.
2. Батюня, Александр Григорьевич  С 05.1934 г. по 03.1938 г. начальник 1-й части штаба 84-й сд.
3. Вениамин Завертяев - советский разведчик (до 22.08.1943, когда был тяжело ранен под Харьковом).
4. Оппман, Вацлав Максимилианович 1925-1926 начальник артиллерии дивизии
5. Севастьянов, Пётр Андреевич 1926 —1932 помощник командира дивизии. Впоследствии советский военачальник, генерал-майор (1940).

## Память
- Мемориальная доска на здании школы № 28 в Волгограде.
- Памятник Харьковским Дивизиям в Харькове.